# Paphiopedilum adductum
Paphiopedilum adductum es una especie de planta perteneciente a la familia  Orchidaceae. Es endémica de Filipinas. Su hábitat natural son las selvas húmedas bajas tropicales o subtropicales. Está tratada en peligro de extinción por pérdida de hábitat.

## Descripción
Es una orquídea de tamaño pequeño, prefiere el clima cálido. Tiene hábito epifita con 6 hojas, oblongo-lanceoladas poco liguladas, de color verde oscuro con un margen hialino. Florece en el comienzo del invierno en una inflorescencia terminal erecta para arqueada, de 29 cm de largo, 2 a varias  flores, pubescente con brácteas verdes veteadas de marrón, las flores son glabras y se abren simultáneamente.

## Distribución y hábitat
Se encuentra en Filipinas entre las hojas caídas cerca de alturas de 1250 a 1350 metros. 

## Taxonomía
Paphiopedilum adductum fue descrita por  Asher y publicado en Orchid Digest 47(6): 224. 1983.
Etimología
El nombre Paphiopedilum (Paph.), procede del griego "Paphia": de "Paphos", epíteto de "Venus" y "pedilon" = "sandalia" o "zapatilla" aludiendo a la forma del labelo como una zapatilla.
adductum; epíteto latino que significa "apretado, denso".
Sinonimia
- Paphiopedilum adductum var. anitum (Golamco) Koop.
- Paphiopedilum anitum Golamco[5][6]